# Heinrich Neuhaus
Pour les articles homonymes, voir Neuhaus.
Heinrich Goustavovitch Neuhaus (en russe : Генрих Густавович Нейгауз) est un pianiste soviétique Russe allemand, né à Elisavetgrad (actuellement Kropyvnytskyï) en Ukraine le 12 avril 1888 et mort à Moscou le 10 octobre 1964.

## Biographie
Neveu de Felix Blumenfeld et cousin de Karol Szymanowski, Neuhaus débute à Dortmund en 1904. Il fait ses études avec Aleksander Michałowski à Varsovie, puis avec Karl Heinrich Barth et Leopold Godowsky à Berlin. C'est avec Godowsky que Neuhaus continue ses études à Vienne au Klaviermeisterschule du conservatoire. En 1913, Neuhaus revient en Russie, où il termine le Conservatoire de Petrograd en 1915. Il enseigne ensuite quelque temps à Tbilissi, de 1919 à 1922 au Conservatoire de Kiev puis finalement au Conservatoire de Moscou. Il y devient professeur de piano et occupe ce poste jusqu'à sa mort. De 1935 à 1937, il est également directeur du conservatoire.
Neuhaus est l'un des plus grands professeurs de piano de son temps. Il a formé de nombreux pianistes qui sont devenus des virtuoses réputés : Sviatoslav Richter, Anatole Vedernikov, Emil Guilels, Iakov Zak, Elisso Virssaladze, Victor Eresko, Gérard Frémy, Bronislav Stayevski, Oleg Bochniakovitch, Naoumov, Radu Lupu et beaucoup d'autres. Certains de ses élèves sont les actuels[Quand ?] professeurs du conservatoire et de l'Institut Gnessine. Neuhaus est aussi connu comme un interprète remarquable « l'un des plus grands pianistes du xxe siècle », mais ses enregistrements sont assez rares. Homme d'une grande culture, il appréciait beaucoup la peinture et la littérature. Boris Pasternak fut un de ses amis.
Neuhaus a écrit un livre sur L'Art du piano et d'enseigner l'instrument. Pour lui, les difficultés de l'instrument se résolvent en se basant sur la musique elle-même.
Son fils, Stanislas Neuhaus (1927–1980), était également pianiste et pédagogue.

## Ouvrages
- L'Art du piano : notes d'un professeur [« Об искусстве фортепианной игры : Ob iskusstve fortepiannoĭ igry »]  (trad. du russe par Olga Pavlov et Paul Kalinine), Tours, Édition Van de Velde, coll. « Maîtres de musique »,‎ 1992, 239 p. (ISBN 2-85868-013-2, OCLC 871800571, BNF 35397126)
- Autobiographie, Moscou 1974